# Erik von Wolcker
Erik Joakim von Wolcker, född 24 december 1863 i Forsa församling, Gävleborgs län, död 28 november 1935 i Stockholm, var en svensk jurist. Han tillhörde samma släkt som Elias von Walcker.
Erik von Wolcker, som var son till major Henrik Samuel von Wolcker och Elin Maria Louise Bergström, blev juris kandidat vid Uppsala universitet 1887 och vice häradshövding 1889. Han blev sekreterare i kammarrätten 1900, kammarrättsråd 1901, var kamrer i Överståthållarämbetet för uppbördsärenden 1906–1917, ombudsman i skattesaker hos bland annat Stockholms enskilda bank, sekreterare i bland annat lagutskottet 1891–1893, i kommunala rösträttskommittén 1896–1897 och kommunalskattekommittén 1897–1900, ledamot av skogsbeskattningskommittén 1905–1907, innehade sakkunniguppdrag i finansdepartementet 1904–1905, 1908, 1910, 1911 samt 1912–1917. Han var ledamot i kommunala skattekommittén inom departementet, ledamot av direktionen för Allmänna Änke- och Pupillkassan i Sverige samt Stockholms stads brandstodsbolag för försäkring av lösegendom, hedersledamot i Stockholms Schacksällskap och i skidlöpningsförening. Han utgav bland annat De nya skattelagarna (1910–1911) och Uppskattning av fastighetsinkomst, handledning för jordbrukare och andra fastighetsägare vid deklaration (tillsammans med Carl Heyman 1911).